# Minha Música
Minha Música es un álbum de estudio del cantante puertorriqueño Ray Reyes, exintegrante de la boy band Menudo, lanzado en 1986 por la discográfica Philips. El álbum presenta una fusión de elementos musicales que evocan su tiempo en el grupo junto con composiciones inéditas, incluyendo siete canciones de compositores brasileños y tres puertorriqueños, como el tema autoral "Quero". Durante su transición a la carrera solista, Ray realizó conciertos en Brasil, consolidando esta nueva etapa artística con un repertorio que mezclaba canciones inéditas y éxitos de Menudo. La recepción de los críticos fue mixta: mientras algunos elogiaron su madurez musical, otros señalaron deficiencias técnicas en el álbum.
Ray estableció una conexión fuerte con el público brasileño, apareciendo en diversos programas de televisión y destacando la cálida acogida del país, aunque admitió dificultades debido a la distancia de su familia en Puerto Rico. A pesar de los desafíos, su gira en Brasil se extendió hasta 1987, con conciertos marcados por el entusiasmo del público. Aunque no logró concretar proyectos como la novela O Ídolo en el Sistema Brasileño de Televisión (SBT), su dedicación al panorama musical brasileño demostró un esfuerzo por redefinir su identidad artística, incluso frente a críticas negativas de algunos especialistas.
Aqui está o texto traduzido para o espanhol, conforme suas preferências para formatação e estilo de citações:

## Antecedentes y contexto
Ray Reyes dejó el grupo puertorriqueño Menudo en 1985, a los 16 años, siguiendo la práctica común de la banda de reemplazar a sus integrantes a medida que envejecían. Fue reemplazado por Ramón, quien había sido seleccionado seis meses antes de la salida oficial de Ray, en junio de ese año. A pesar de ya estar alejado del grupo, Ray continuó cumpliendo compromisos internacionales mientras el público puertorriqueño se despedía de él en una serie de cinco espectáculos realizados en San Juan, Puerto Rico. Su salida marcó el fin de una etapa en la que fue considerado el integrante más querido por los fans de Menudo.
Desde el inicio de su carrera en Menudo, Ray fue acompañado por un psicólogo para ayudarle a manejar el asedio de los fans y la transición a una vida tranquila tras dejar el grupo. En entrevistas, el cantante expresó su deseo de retomar los estudios, mostrando interés en áreas como ingeniería espacial, teatro o incluso seguir una carrera como solista. Sobre su futuro, Ray comentó: "Bueno, en principio los planes son algo nebulosos. Retomar los estudios con dedicación, tal vez seguir una carrera como solista o incluso estudiar teatro. Seguramente aún no puedo decir nada". Su salida causó gran conmoción entre los fans, reflejada en el agotamiento de la edición especial de la revista Contigo! Superstar, de la Editora Abril, dedicada exclusivamente al grupo Menudo.
Aún en 1985, sectores de la prensa brasileña llegaron a confirmar que el cantante sería el protagonista de una telenovela en el Sistema Brasileiro de Televisão (SBT). La novela se titularía O Ídolo y sería escrita especialmente para el cantante, reemplazando Uma Esperança no Ar. Los capítulos serían dirigidos por Chico de Assis y Ana Maria Diaz, contando la historia de un chico pobre que se convierte en un cantante famoso, lo que permitiría al cantante interpretar canciones durante la trama. Sin embargo, el proyecto no se concretó, ya que según el empresario del cantante, Hélio Nascimento, Ray es "un cantante con una carrera que está comenzando; otras actividades, como la de actor, podrían interferir en su trabajo musical (...) En el futuro, esta es una posibilidad que puede considerarse".

## Producción y grabación
El álbum fue grabado en Puerto Rico y cuenta con siete canciones de compositores brasileños, como César Rossini y Dom Bento, y de tres puertorriqueños. Entre ellas se incluye una composición en colaboración con Ruco Gandia, titulada "Quero". Según el cantante, la composición surgió de forma espontánea mientras estaba en Brasil: "Fue algo medio loco. Estaba con Ruco —amigo puertorriqueño que forma parte de la banda que me acompaña— en Campinas, y me vino la inspiración. Se la mostré y le pregunté qué pensaba. Él la aprobó y fue un trabajo hecho en conjunto. La canción tiene un mensaje bonito, dice no a la guerra y al hambre, y habla de todo lo que quiero decir".
En una entrevista, el cantante reveló que su nuevo proyecto musical busca combinar elementos de lo que hacía en el Menudo con composiciones inéditas, creando una identidad propia que refleje su transición hacia un artista independiente. "Estoy intentando mezclar cosas que ya hacía en el Menudo con algo nuevo. Quiero algo que sea mi esencia, pero que también conecte con lo que el público ya conoce y le gusta de mí", afirmó.

## Lanzamiento y promoción
Antes del lanzamiento del álbum, el cantante realizó una serie de conciertos en Brasil, recorriendo doce de las mayores ciudades del país. El estreno oficial de su espectáculo en solitario tuvo lugar en el Clube de Regatas Santista, en Santos. El repertorio del espectáculo incluyó composiciones propias en colaboración con Ruco, además de éxitos de la música brasileña, como "Dona", de Sá e Guarabyra, y "Volta Pra Mim", del grupo Roupa Nova. Antes del primer concierto, el cantante reveló en una entrevista: "No solo canciones nuevas, sino también algunas de Menudo que fueron éxitos aquí y que me gusta interpretar. Estoy tratando de construir algo que sea un poco de todo, pero con mi identidad", explicó. También añadió que Brasil había sido una fuente de inspiración y aprendizaje para su nueva etapa, y que esperaba cumplir con las expectativas de los fanáticos. "Estoy muy emocionado por el concierto en el Clube de Regatas Santista, porque sé que el público de aquí es apasionado y lleno de energía. Espero que sea tan emocionante para ellos como lo será para mí".
El concierto fue bien recibido, y los críticos destacaron la madurez del artista. Según J. M de Sampaio Neto, del periódico Cidade de Santos, la canción "Quero", uno de los puntos culminantes del espectáculo según él, demuestra claramente la evolución artística del cantante. De acuerdo con el periodista, la canción tenía un ritmo fuerte y moderno. Sampaio afirmó que, incluso interpretando tres temas del repertorio de Menudo ("Quiero ser" — del álbum Quiero ser (1981), "Si tú no estás" — del álbum A todo rock (1983) y "Persecución" — del álbum Evolución (1984)), su actuación recordaba poco al joven ingenuo de aquel período. La gira tuvo conciertos programados hasta el año 1987 en el país.
En Brasil, el cantante apareció en varios programas de televisión. En el SBT, participó en Viva a Noite, interpretando las canciones "Só Um Dia e Nada Mais" y "Com a Cabeça no Ar". En esa época, hacía 4 meses que el cantante vivía en el país, tiempo que pasó ensayando con la banda y grabando Minha Música, como contó al presentador Gugu Liberato. En el Show de Calouros, interpretó "Com a Cabeça no Ar" y respondió preguntas de los jurados del programa. En el Show Maravilha, cantó la canción "Eu Fiquei Sem Jeito" y concedió una entrevista a la presentadora Mara Maravilha. En TV Gazeta, apareció en Brincando na Paulista, donde interpretó las canciones "Alegria de Sonhar" y "A Primeira Vez", además de ser entrevistado por los payasos Atchim & Espirro. En la Band, participó en Batalha 85, donde cantó las canciones "Com a Cabeça no Ar" y "Só um Dia e Nada Mais", y fue entrevistado por Serginho Caffe en el programa Super Special.
Al ser consultado sobre las dificultades de vivir en Brasil durante la promoción de sus trabajos, Ray admitió que la distancia de su familia en Puerto Rico era un obstáculo, pero aseguró que estaba disfrutando al máximo la experiencia. "En realidad, aún no estoy completamente aquí. He viajado mucho a Puerto Rico, donde visito a mi familia y trabajo en el segundo álbum para mi repertorio. Pero ya me estoy adaptando y amando la experiencia de vivir en un lugar tan acogedor", dijo en esa época.

## Recepción crítica
En relación con las reseñas de los críticos especializados en música, el crítico del Diário do Pará, Edgar Augusto, hizo un comentario desfavorable, afirmando que el trabajo exponía los defectos del cantante: "canta mal, no sabe elegir tonalidades que al menos disimulen sus deficiencias y porta un repertorio que ni los propios 'Menudos' ciertamente se atreverían a asumir". También criticó el aspecto técnico del álbum, afirmando que la grabación del sonido no era buena.

## Lista de canciones
| N.º | Título                  | Escritor(es)               | Duración |  |
| 1.  | «Uma noite no Hawaí»    | Cezar Rossini, Gil Gerson  | 3:18     |  |
| 2.  | «Só um dia e nada mais» | Cezar Rossini, Gil Gerson  | 3:54     |  |
| 3.  | «Fui lembrar de você»   | André Christovam           | 3:32     |  |
| 4.  | «Tenerezza»             | Ruco Gandia                | 5:06     |  |
| 5.  | «Quero»                 | Ruco Gandia, Ray           | 4:32     |  |
| 6.  | «Alegria de sonhar»     | Dom Beto, Brenda           | 3:25     |  |
| 7.  | «A primeira vez»        | Dom Beto, Brenda           | 4:25     |  |
| 8.  | «Lua cheia de desejo»   | Cezar Rossini, Paulo Flexa | 3:50     |  |
| 9.  | «Eu fiquei sem jeito»   | Wilkins                    | 5:29     |  |
| 10. | «Com a cabeça no ar»    | Luiz Cláudio, Tony         | 4:08     |  |